# كيفين لوجون
كيفين لوجون (بالفرنسية: Kevin Lejeune)‏ هو لاعب كرة قدم فرنسي في مركز الوسط، ولد في 22 يناير 1985 في كامبريه في فرنسا. شارك مع منتخب فرنسا تحت 17 سنة لكرة القدم ومنتخب فرنسا تحت 18 سنة لكرة القدم ومنتخب فرنسا تحت 19 سنة لكرة القدم ومنتخب فرنسا تحت 21 سنة لكرة القدم. أما مع النوادي، فقد لعب مع نادي أوكسير ونادي تور ونادي ميتز ونادي نانت.

## وصلات خارجية
- كيفين لوجون على موقع قاعدة بيانات كرة القدم.إي يو (الإنجليزية)
- كيفين لوجون على موقع ليكيب (الفرنسية)
- كيفين لوجون على موقع Soccerway.com (الإنجليزية)
- كيفين لوجون على موقع عالم كرة القدم.نت (الإنجليزية)
- كيفين لوجون على موقع AS.com (الإسبانية)